# هنري بلاندل
هنري بلاندل (بالإنجليزية: Henry Blundell)‏ هو طباع وصحفي نيوزيلندي وأيرلندي، ولد في 1813 في دبلن في جمهورية أيرلندا، وتوفي في 15 يونيو 1878.